# Elaphoglossum stenophyllum
Elaphoglossum stenophyllum là một loài thực vật có mạch trong họ Lomariopsidaceae. Loài này được (Sodiro) Diels mô tả khoa học đầu tiên năm 1899.